# Etiqueta adesiva
As etiquetas adesivas ou etiquetas autoadesivas, também conhecidas como etiquetas autocolantes, são materiais adesivos para identificação, projetados com objetivo de serem fixados diretamente nas superfícies, sem a necessidade de aplicação de nenhuma cola adicional. 
Compostas por uma camada frontal (onde as informações são impressas), um adesivo sensível à pressão e um liner protetor que é removido antes da aplicação, essas etiquetas são amplamente utilizadas em diversos setores devido à sua praticidade, versatilidade e capacidade de personalização.
Desde sua invenção na década de 1930, elas se tornaram essenciais em embalagens, logística, varejo e até em aplicações domésticas, revolucionando a identificação e a comunicação visual de produtos.

## História
A história das etiquetas autoadesivas remonta à década de 1930, quando o inventor norte-americano R. Stanton Avery criou a primeira etiqueta autoadesiva comercialmente viável. Antes disso, a rotulagem dependia de métodos manuais, como etiquetas coladas com adesivos aplicados separadamente, o que era lento e ineficiente. Avery desenvolveu uma máquina que produzia etiquetas com adesivo pré-aplicado e uma proteção removível, simplificando significativamente o processo de aplicação. Durante a Segunda Guerra Mundial, a sua empresa expandiu a produção, atendendo à demanda por materiais de identificação em tempos de guerra.
Na década de 1950, avanços tecnológicos, como máquinas de impressão e aplicação, popularizaram as etiquetas autoadesivas em indústrias como varejo e manufatura. A introdução de adesivos sensíveis à pressão nas décadas seguintes aumentou sua versatilidade, permitindo a adesão em superfícies variadas, como plástico, vidro, metal e papelão. Nos anos 2000, a preocupação com a sustentabilidade levou ao desenvolvimento de etiquetas biodegradáveis e recicláveis, com diversas empresas investindo em materiais ecologicamente sustentáveis.

## Composição
As etiquetas autoadesivas são compostas por três camadas principais:
- Frontal: A camada visível, geralmente feita de papel ou filmes plásticos (polipropileno, polietileno ou outros). O material do frontal é escolhido com base na aplicação, com opções resistentes à água, calor ou produtos químicos.
- Adesivo: Uma camada sensível à pressão, geralmente acrílica ou à base de borracha, que garante aderência a diferentes superfícies. Adesivos removíveis são usados em aplicações temporárias, enquanto adesivos permanentes ou de segurança são comuns em produtos de alto valor.
- Proteção: Uma camada protetora conhecida como liner, normalmente feita em papel siliconado ou filme plástico, cobrindo o adesivo até o momento da aplicação. O liner é descartado após a colocação da etiqueta.

## Formas de Uso
As etiquetas autoadesivas têm aplicações diversas, abrangendo setores industriais, comerciais e domésticos:
- Identificação de Produtos: Usadas em embalagens de alimentos, bebidas, cosméticos e medicamentos, contendo informações como nome da marca, composição, data de validade, códigos de barras e QR codes.
- Logística e Rastreabilidade: Etiquetas com tecnologia RFID ou códigos de barras são empregadas para rastrear produtos em cadeias de suprimentos, garantindo eficiência e controle de estoque.
- Comunicação Visual: Rótulos personalizados reforçam a identidade da marca, usando cores, logotipos e designs para atrair consumidores e diferenciar produtos no mercado.
- Segurança: Etiquetas de lacre ou com recursos antifraude (como hologramas) protegem contra roubo e adulteração, sendo comuns em eletrônicos e joias.
- Aplicações Específicas: Etiquetas térmicas são usadas em varejo para impressão rápida, enquanto etiquetas resistentes a altas temperaturas ou congelamento atendem indústrias como automotiva e alimentícia.

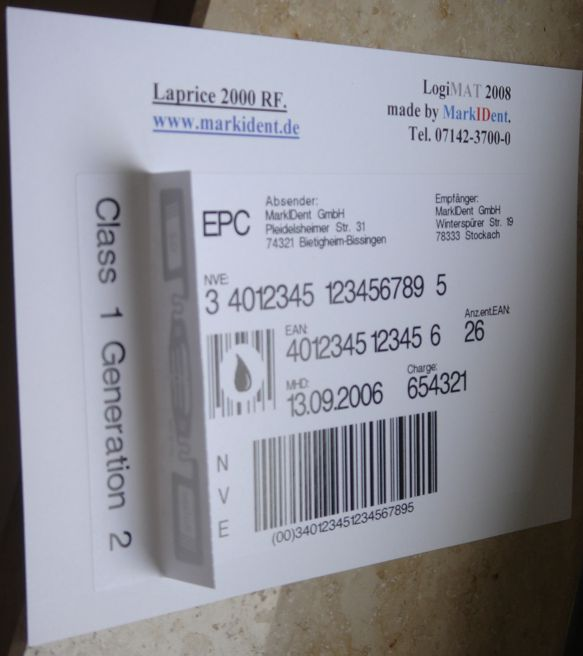
Etiqueta adesiva tipo FlagTag.